# Mario Tirelli
Mario Tirelli (Altamura, 19 marzo 1774 – XIX sec.) è stato un religioso, rivoluzionario e giudice italiano. Era un canonico e insegnò eloquenza e teologia nell'Università degli Studi di Altamura (1747-1812). Prese parte attiva nella Rivoluzione altamurana (1799) e successivamente svolse alcune mansioni per conto di Fabrizio Ruffo.

## Biografia
Mario Tirelli nacque ad Altamura il 19 marzo 1774. Abbracciò la carriera ecclesiastica sin dalla giovane età, divenendo prima canonico e in seguito tesoriere della Cattedrale di Altamura. Fu nominato anche direttore della "Congregazione dei casi morali e degli esercizi spirituali del clero". Il 26 marzo 1799, durante la cosiddetta Rivoluzione altamurana (inserita nel contesto della Repubblica Napoletana del 1799), Tirelli fu nominato dal Governo dipartimentale giudice di pace insieme a Giambattista Manfredi e altri. Inoltre, durante la stessa Rivoluzione altamurana, ebbe parte attiva e "incoraggiò la resistenza".
In particolare, fu chiamato a difendere tre domenicani, accusati di fomentare la reazione e in possesso di proclami antirepubblicani. Durante la presa della città di Altamura da parte dei sanfedisti, Mario Tirelli non poté oppure non volle scappare e preferì rifugiarsi nel monastero di Santa Chiara. Ciononostante, fu ferito alla testa da un colpo di sciabola inferto da un sanfedista.
Nel 1800, per i fatti del 1799, gli fu proibito di continuare a insegnare teologia. Analoga sorte toccò anche a Francesco Maria Bovio. Era iscritto alla Carboneria, fondata nel 1813-1814, dove ebbe il ruolo di "Tesoriere della Vendita locale".

## Opere
Secondo quanto riportato da Pasquale Griffi, Tirelli lasciò una raccolta dei suoi lavori in prosa in versi, i quali "si trovano in un volume pubblicato nel 1768" (errore ortografico, probabilmente l'autore intendeva riferirsi al 1868).

## Cariche ricoperte
- Canonico;
- Tesoriere della Cattedrale di Altamura;
- Direttore della Congregazione dei casi morali e degli esercizi spirituali del clero;
- Insegnante di teologia dogmatica presso l'Università degli Studi di Altamura;[5]
- Giudice di pace (durante la Repubblica Napoletana del 1799)
- Tesoriere della Vendita locale (Carboneria).